# Intégration posturale
L’intégration posturale est une méthode de thérapie psycho-corporelle développée à la fin des années 1960 par l'Américain Jack Painter (1933–2010), à partir notamment de certaines théories développées par Wilhelm Reich.
Selon Painter, cette technique de massage profond utilise les sensations physiques, émotionnelles et les cognitions pour défaire les tensions et désordres à la fois physiques et émotionnels.
Aucune étude publiée à ce jour n'a évalué l'efficacité de cette technique.